# Gråsten Landbrugsskole
Gråsten Landbrugsskole er en landbrugsskole lidt nord for Gråsten indviet 2. november 1924. 

## Historie
Efter Sønderjyllands Genforening med Danmark i 1920 ønskede en kreds af borgere, at der blev etableret en dansk landbrugsskole i Sønderjylland. Der blev oprettet en skolekreds og 10. juli 1922 var der en stiftende generalforsamling i Selskabet "Graasten Landbrugsskole".
Senere blev der indsamlet penge og gården "Fiskbæk" blev købt af Statens Jordlovsudvalg. Arkitekt Peder Gram i Haderslev udarbejdede tegninger, og byggeriet blev igangsat i foråret 1924. Den 26. april 1924 var der grundstensnedlæggelse og 2. november 1924 blev skolen officielt indviet. 
Første elevhold på 62 elever startede under ledelse af forstander Hans Hansen og konsulent Hans Hansen samt tre andre lærere. Siden da er skolen løbende blevet udvidet og renoveret.
Gråsten Landbrugsskole var en af de fem sønderjyske skoler der sidst i august 2023 blev ramt af et alvorligt cyberangreb med tilhørende datalæk af personfølsomme oplysninger.

## Indretning
Skolen er en moderne uddannelsesinstitution med plads til 230 elever, hvoraf ca. 200 personer kan bo på skolen. 
Skolen har hovedsageligt enkeltværelser, hvoraf de fleste med eget toilet og bad, og på alle værelser er der adgang til internet. Der er moderne klasselokaler med konferencefaciliteter, som kan rumme fra 15 og til 150 personer. Derudover er der fritidsfaciliteter, herunder egen idrætshal og motionslokaler.
Landbrugsskolen har eget landbrug med mælkeproduktion, svineproduktion, markbrug og naturskole.
Køerne går i en stor løsdriftsstald, og malkerobotterne sørger for afvaskning af yver og selve malkningen. Kalvene og ungdyrene går i en ny stald fra 2007. 
I svinestaldene går søerne og smågrisene. Smågrisene sælges videre, når de vejer omkring 32 kilo.